# Imposible (canción)
«Imposible» es una canción de los cantas portorriqueños Luis Fonsi y Ozuna. Se lanzó el 19 de octubre de 2018, a través de Universal Music Latin como el cuarto sencillo del álbum de Fonsi, Vida.

## Antecedentes y composición
Fonsi escribió una canción con «mucho sentimiento» y quería una voz con un «equilibrio perfecto entre lo urbano y lo melódico», por lo que eligió a Ozuna. Fonsi declaró que deseaba colaborar con el cantante porque es «increíblemente talentoso, tiene una gran voz y una gran escritura».
La canción es una «melodía urbana romántica» dedicada a las mujeres, desde el punto de vista de un hombre. HotNewHipHop declaró que la pista tiene el sonido y el potencial para ser un «Despacito tipo sencillo». El Mundo llamó a la canción una balada mezclada con reguetón , y similar a las otras «canciones de este estilo de Fonsi que se caracterizaron por sus letras románticas y frases profundas».

## Vídeo musical
El video musical de «Imposible» se estrenó el 19 de octubre de 2018 y fue dirigido por Carlos Pérez, siendo filmado en una estación de tren en Miami en septiembre de 2018. Fonsi confirmó la grabación a través de sus redes sociales. A marzo de 2020, el vídeo cuenta con 389 millos de reproducciones.

## Posicionamiento en listas
| Listas (2018)                         | Mejor posición |
| ------------------------------------- | -------------- |
| Argentina (Argentina Hot 100)         | 60             |
| Bolivia (Monitor Latino)              | 2              |
| Chile (Monitor Latino)                | 1              |
| Colombia (National-Report)            | 61             |
| Ecuador (National-Report)             | 19             |
| España (PROMUSICAE)                   | 4              |
| Estados Unidos Bubbling Under Hot 100 | 10             |
| Estados Unidos (Hot Latin Songs)      | 9              |
| Israel (Media Forest TV Airplay)      | 10             |
| Portugal (AFP)                        | 70             |
| Suiza (Schweizer Hitparade)           | 17             |
| Venezuela (National-Report)           | 1              |

## Certificaciones
| País (organismo certificador) | Certificación | Unidades certificadas |
| ----------------------------- | ------------- | --------------------- |
| Brasil (Pro-Música Brasil)    | Platino       | 40 000                |
| Portugal (AFP)                | Platino       | 10 000                |
| España (PROMUSICAE)           | 2x Platino    | 80 000                |